# 薛脩
薛脩（?—?），东海郡郯城县人。西汉官员，薛宣之弟。
薛宣为丞相，薛脩任临淄令，历任郡守、京兆尹、少府诸官。事奉后母孝顺，他母亲常跟着他外出为官。薛宣去迎接母亲，薛脩不放母亲。母親死後，薛脩离职服丧，于是兄弟不和。薛宣也因供为养守丧不孝，被博士申咸所劾奏，薛宣子薛况收买门客在大道中斫伤申咸，薛宣由此被免爵。